# Linee di rotta

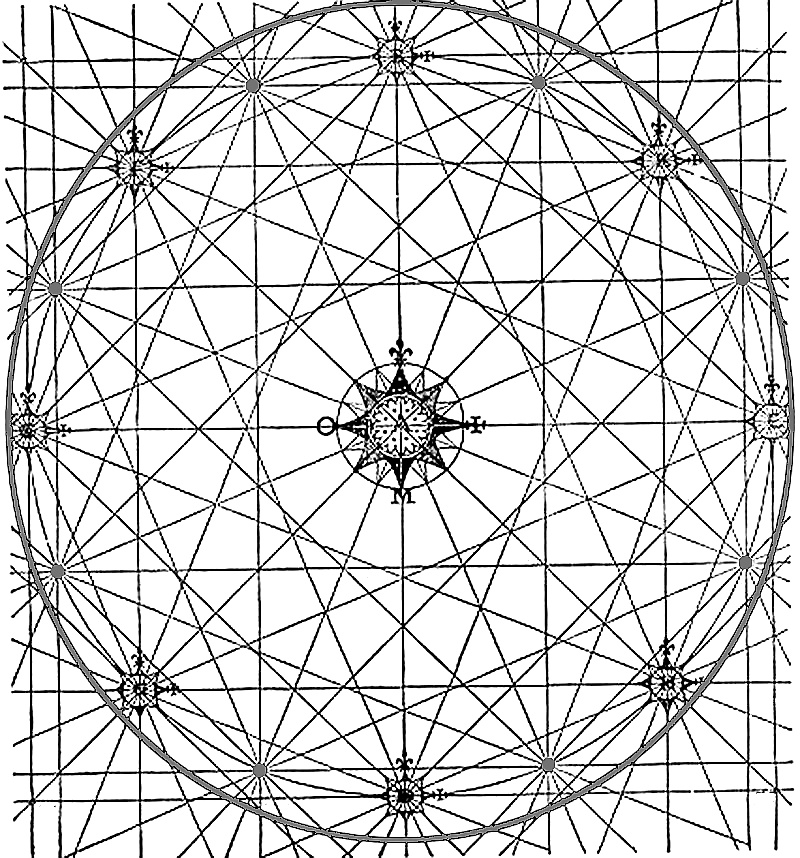
Rete dei venti sul portolano

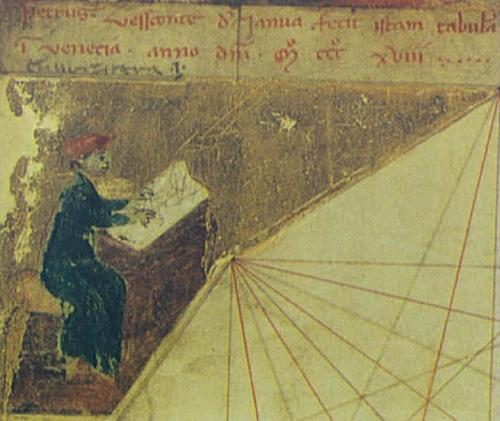
Immagine di Petrus Vesconte

Le linee di rotta o griglia dei venti è una caratteristica comune a tutti i portolani. Questa griglia è una specie di ragnatela, che forma una griglia sulla mappa, ed è un elemento fondamentale di qualsiasi portolano. La griglia può essere vista facilmente osservando il retro del portolano in controluce, giacché la pergamena è abbastanza trasparente. Una rosa dei venti costituisce l'origine della trama, a partire da un cerchio il cui centro è visibile anche sul retro, in corrispondenza del foro che ha lasciato il suo disegno.

## Disegno dei portolani

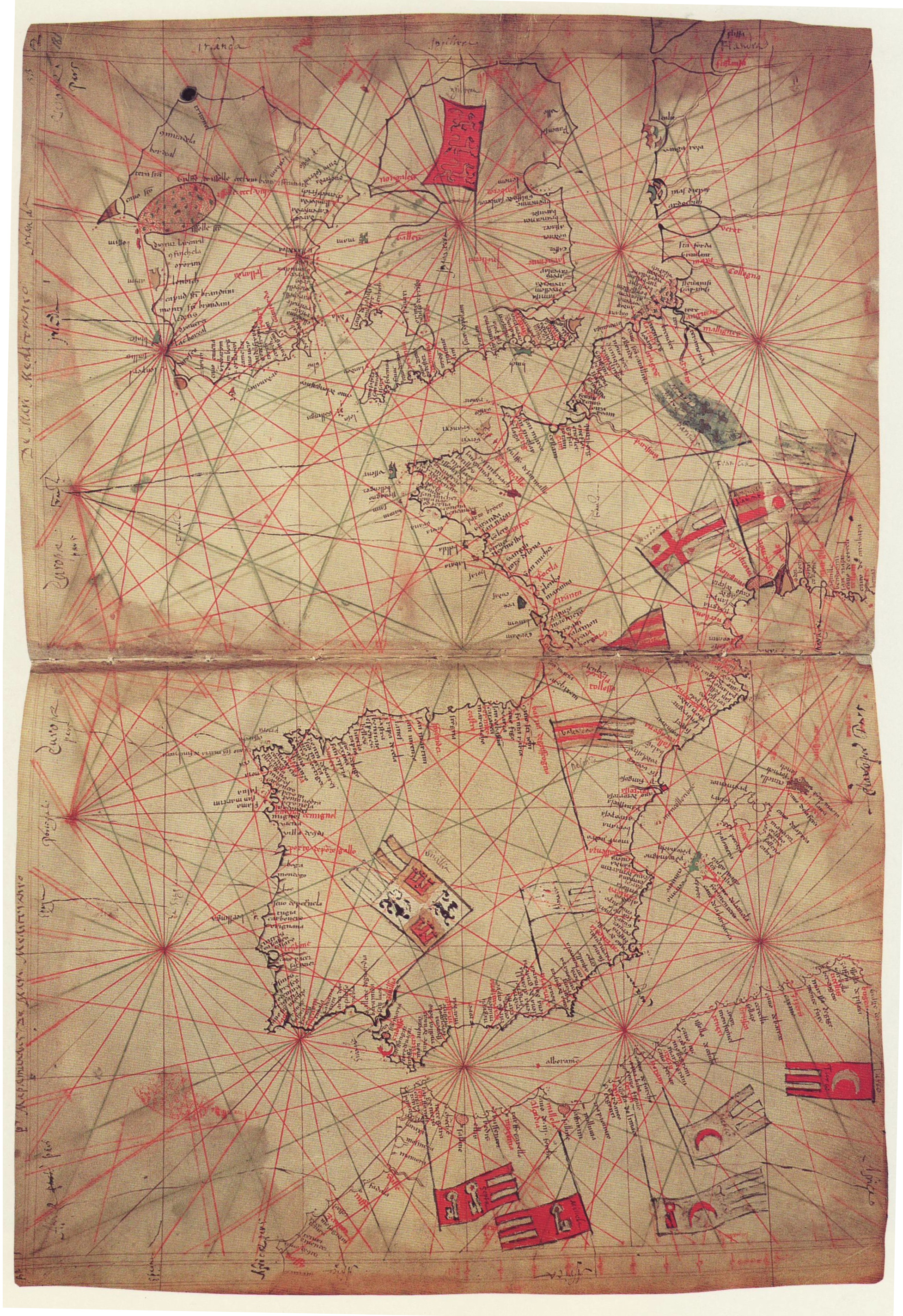
Portolano di Petrus Vesconte

Pujades, nel suo libro "Les cartes portolanes", dedica un capitolo intero a tutte le teorie e discussioni esistenti sul tema, e per chiarire i concetti mostra l'immagine di Petrus Vesconte disegnando un Portolano in una delle sue mappe, a partire dalle linee dei venti. Alcuni autori usano il termine "griglia dei venti" invece di usare "linee di rotta".
Il cerchio viene diviso in sedici parti uguali e le indicazioni sono indicate con linee rosse. Per formare la rosa, ogni punto della suddivisione del cerchio si congiunge mediante linee di color rosso ad altri vertici, seguendo una sequenza alternata (un vertice sì, un vertice no), di modo che ogni vertice è connesso ad altri sette e senza collegare con i rimanenti otto. I prolungamenti dei segmenti di connessione formano sul portolano la griglia dei venti, che sono dette linee dei venti oppure linee di rotta
Le linee di rotta per gli otto venti principali (o le otto rotte) sono disegnate con inchiostro nero (o, a volte d'oro); otto venti intermedi sono disegnati in verde; e nel caso di una rosa di 32 venti, i sedici rimanenti vengono disegnati in rosso. L'intersezione di questa serie di linee dei venti determina sul portolano una composizione variata e simmetrica di parallelogrammi, trapezi e triangoli...

## Processo di creazione dei portolani
Il processo di creazione di un portolano è come segue:
- si prepara una pergamena di buone dimensioni, oppure due incollate;
- si disegna un esadecagono ben centrato (oppure due agganciati da un vertice) con la griglia delle rotte di 16 linee-per-vertice (con diversi colori: nero verde e rosso)[4] ;
- si copia sulla linea della griglia delle rive vertici cercando di stare in luoghi visibili, come mostrato nella figura del Portolano di Vesconte le cui linee di rotta con i loro centri formano un poligono regolare con 16 vertici (esadecagono) che deve stare chiaramente centrato sulla pergamena;
- nel caso del Mediterraneo (talvolta con doppio esadecagono) i due angoli opposti determinano quello che viene chiamato diaframma dal Portolano (sull'asse del mediterraneo o parallelo di Rodi);
- infine si etichetta e decora con più o meno profusione.

## Planisferi con due esadecagoni
I grandi planisferi, in particolare quelli contenenti gli oceani (Mappa Mundi),
sono disegnati con due esadecagoni con un vertice comune nel centro dal
Portolano.

## Utilizzazione delle linee di rotta
Per disegnare su pergamena la rotta tra un punto d'origine a un punto di destinazione, si sposta sul punto d'origine, con l'aiuto di una riga doppia, la linea di vento più vicina al percorso tracciato.